# ایوان آیوازوفسکی
ایوان کوستانتینی آیوازوفسکی (ارمنی: Հովհաննես Կոստանդինի Այվազովսկի؛ روسی: Иван Константинович Айвазовский؛ زادهٔ ۲۹ ژوئیه ۱۸۱۷ - درگذشتهٔ ۵ مه ۱۹۰۰)، نقاش ارمنی-روس با شهرت جهانی‌ست. او در شبه جزیره کریمه کار و زندگی می‌کرد. بیشتر او را با چشم‌اندازهای دریایی‌اش، که بیش از نیمی از آثار او را دربرمی‌گیرد، می‌شناسند. بسیاری معتقدند آیوازوفسکی یکی از بهترین نقاشان چشم‌اندازهای دریایی در تمام تاریخ است.

## زندگی‌نامه
ایوان آیوازوفسکی در شهرفئودوسیا در شبه جزیره کریمه در یک خانودهٔ فقیر ارمنی به دنیا آمد. در سال ۱۸۱۲ خانوادهٔ او از گالیسیا (که آن زمان در لهستان قرار داشت و امروز جزئی از خاک اوکراین است) به کریمه مهاجرت کردند. پدرش نواختن ویولن و زبان‌های لهستانی و اوکراینی را به او آموخت. استعداد او در هنر سبب شد که به مدرسهٔ سیمفروپول شمارهٔ ۱ و پس از آن آکادمی هنرهای سن پترزبورگ راه یابد. او از این آکادمی با مدال طلا فارغ‌التحصیل شد. او برای منظره‌ها و چشم‌اندازهای دریایی‌اش جوایزی به دست آورد، به تعدادی از شهرهای ساحلی شبه جزیرهٔ کریمه برای نقاشی سفر کرد و پس از آن عازم اروپا شد.
در سال ۱۸۴۵ به دعوت سلطان عبدالمجید به استانبول رفت. در فاصلهٔ سال‌های ۱۸۴۵ تا ۱۸۹۰ او ۸ بار از این شهر دیدن کرد.
در ۳۱ سالگی با جولیا گریوز، یک مدیر انگلیسی در سن پترزبورگ ازدواج کرد. آن‌ها ۴ دختر داشتند. این ازدواج در نهایت به طلاق انجامید و آیوازوفسکی در ۶۵ سالگی با بیوهٔ جوان ارمنی به نام آنا بوردازیان ازدواج کرد.
او آخرین سال‌های عمرش را در فئودوسیا گذراند و با پول خود نه تنها آب شهر را تأمین می‌کرد، بلکه یک مدرسهٔ هنر و یک موزهٔ تاریخی نیز در آنجا احداث کرد. بر اثر تلاش‌های او یک بندر تجاری در فئودوسیا راه‌اندازی شد و شهر به شبکهٔ راه‌آهن متصل شد. آیوازوفسکی در سال ۱۹۰۰ در فئودوسیا درگذشت.

## سبک و موضوع آثار
آیوازوفسکی را بیشتر با تابلوهای چشم‌انداز دریا و ساحل می‌شناسند. تکنیک و تخیل او در به تصویر کشیدن بازی‌های نور بر امواج و حباب‌های آب دریا به‌طور ویژه ستودنی‌ست و به تابلوهای او کیفیتی رومانتیک و در عین حال واقع‌گرا می‌بخشد. تابلوهای او یادآور آثار نقاش انگلیسی جی.ام. دبلیو. ترنر و نقاش روسی
سیلوستر شدرین است.
توانایی او در به تصویر کشیدن نور منتشر آفتاب و مهتاب، گاهی از پشت ابر، گاهی از پس مه با لایه‌های تقریباً ناپیدا رنگ، بسیار تأثیرگذار است. مجموعه‌ای از آثاری با موضوع جنگ‌های دریایی که در دههٔ ۱۸۴۰ نقاشی شده‌اند، توانایی صحنه‌پردازی دراماتیک او را آشکار می‌کند. در این تابلوها بازتاب شعله‌های کشتی‌های به آتش کشیده شده در آب و ابرها پیداست. او همچنین تابلوهایی با موضوع چشم‌اندازهای روستایی اوکراین و مناظری از زندگی شهری در استانبول خلق کرده‌است. برخی منتقدان نقاشی‌های او از استانبول را شرق‌شناسانه قلمداد کرده‌اند و برخی دیگر صدها منظرهٔ دریایی او را تکراری و ملو دراماتیک دانسته‌اند.

## موفقیت
آیوازوفسکی پرکارترین نقاش ارمنی روسی زمان خود بود. در زمان مرگ (۱۹۰۰ میلادی) بیش از ۶۰۰۰ اثر از او باقی‌ماند. او با پولی که از موفقیت شغلی خود به عنوان هنرمند به دست آورد، توانست یک دانشگاه هنر و یک گالری در شهر محل سکونت خود فئودوسیا، کریمه تأسیس کند.
در سال ۲۰۰۶، آثار آیوازوفسکی در حراج به قیمت ۳٬۲۰۰٬۰۰۰ دلار به فروش رفت. شهرت بین‌المللی او همچنان رو به افزایش است.
در ۱۴ ژوئن ۲۰۰۷، تابلوی کشتی آمریکایی در حال بارگیری از جبل‌الطارق به قیمت ۲٬۷۱۰٬۰۰۰ پوند فروخته شد. این رقم بالاترین رقمی بود که تا آن زمان برای یکی از آثار آیوازوفسکی در حراج پرداخته شده بود. همچنین گفته می‌شود بیش از هر نقاش روسی ارمنی دیگری آثار او جعل می‌شود.
در رتبه‌بندی هنرمندان روسیه او در بالاترین رتبه قرار دارد.

## آیوازوفسکی در آثار دیگران
- سیارک ۳۷۸۷ که نیکلای چرنیخ، ستاره‌شناس اهل اتحاد جماهیر شوروی، کشف کرد به نام او نامگذاری شده‌است.
- در نمایشنامهٔ دایی وانیا اثر آنتون چخوف به آیوازوفسکی اشاره می‌شود.
- روسیه، اوکراین و ارمنستان تمبرهایی با نقش آثار او چاپ کرده‌اند.
- در مجموعهٔ تلویزیونی یقه سفید، فصل دوم، قسمت اول، یک دزد بانک صاحب تعدادی از آثار آیوازوفسکی است.

## نگارخانه

کشتی شکسته
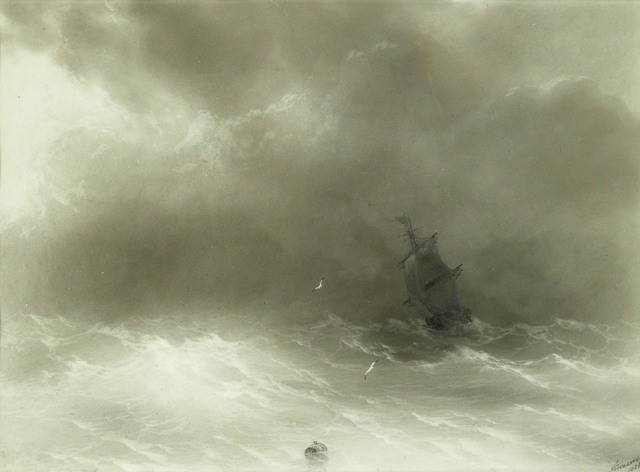
تندباد
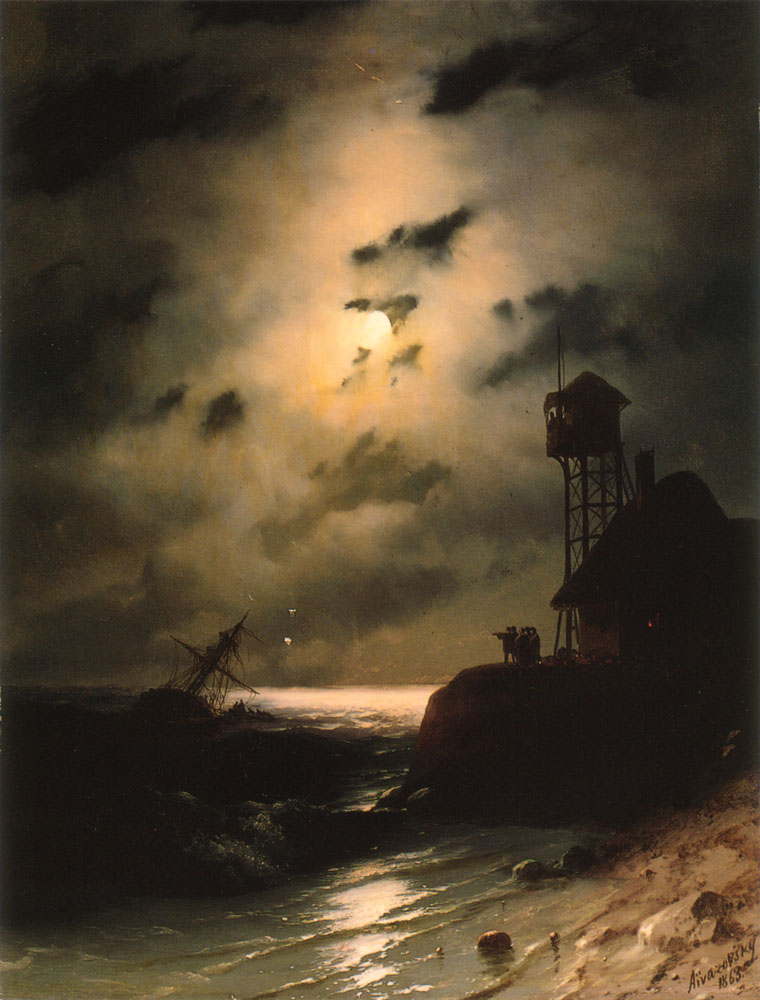
چشم‌انداز دریایی در مهتاب و کشتی شکسته
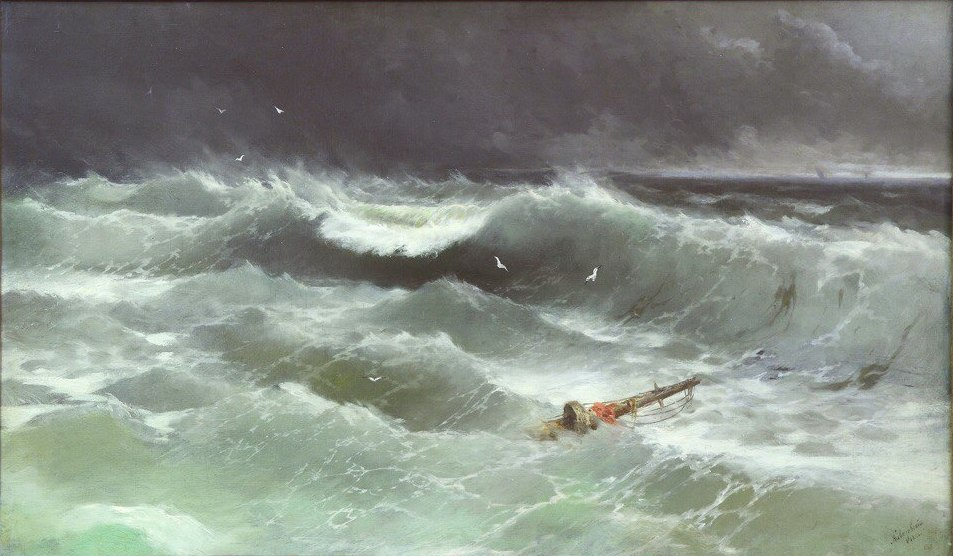
طوفان
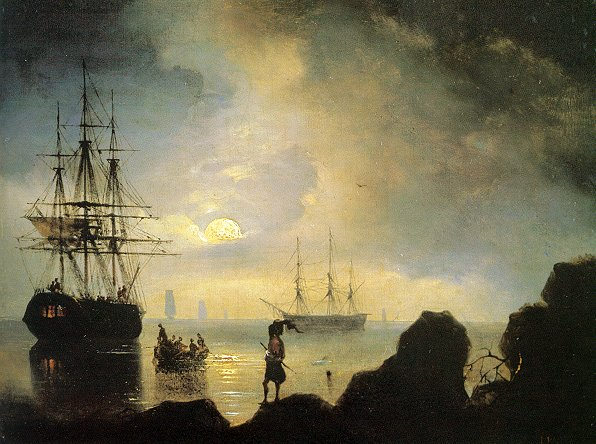
ماهیگیر در ساحل
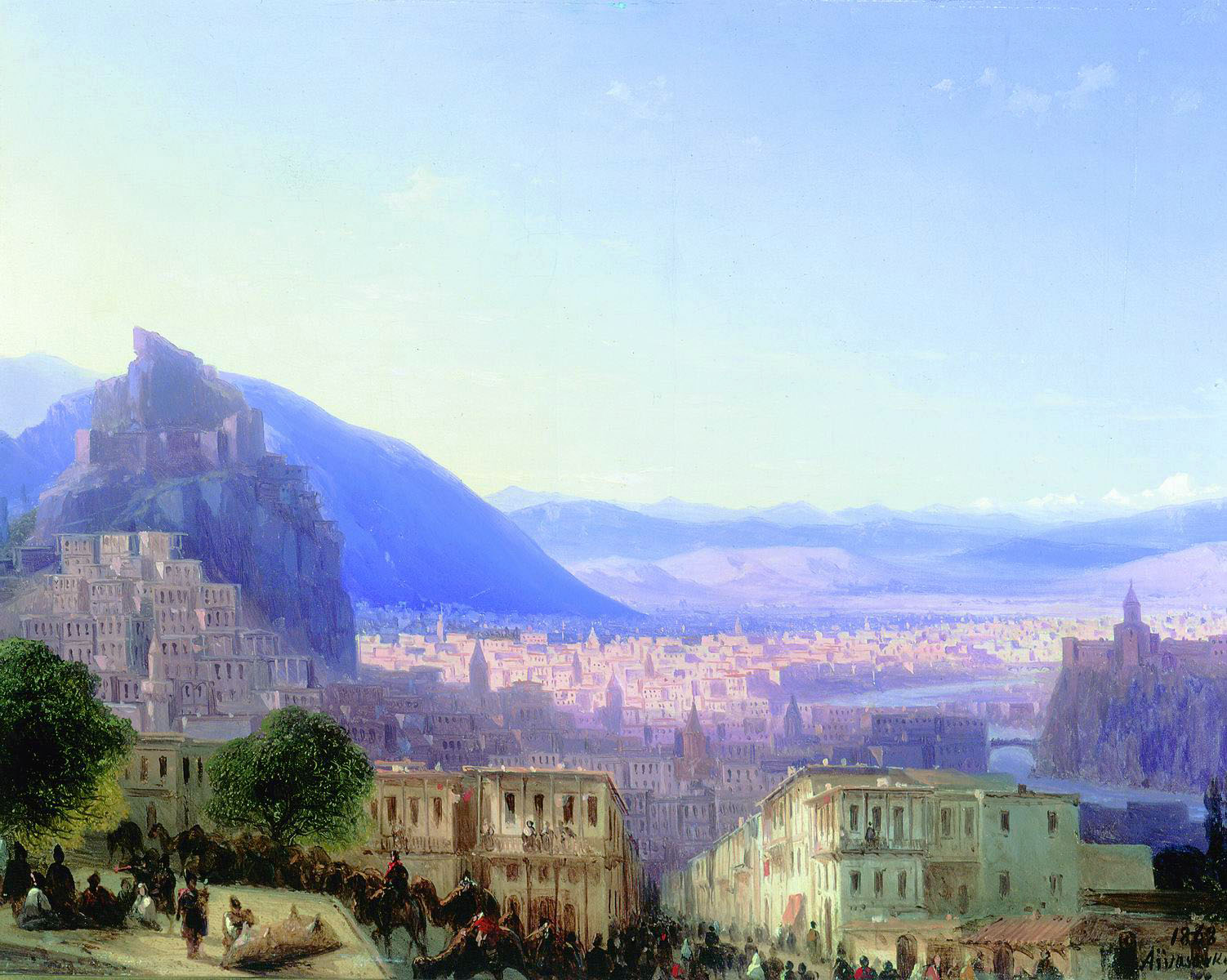
دورنمای تفلیس
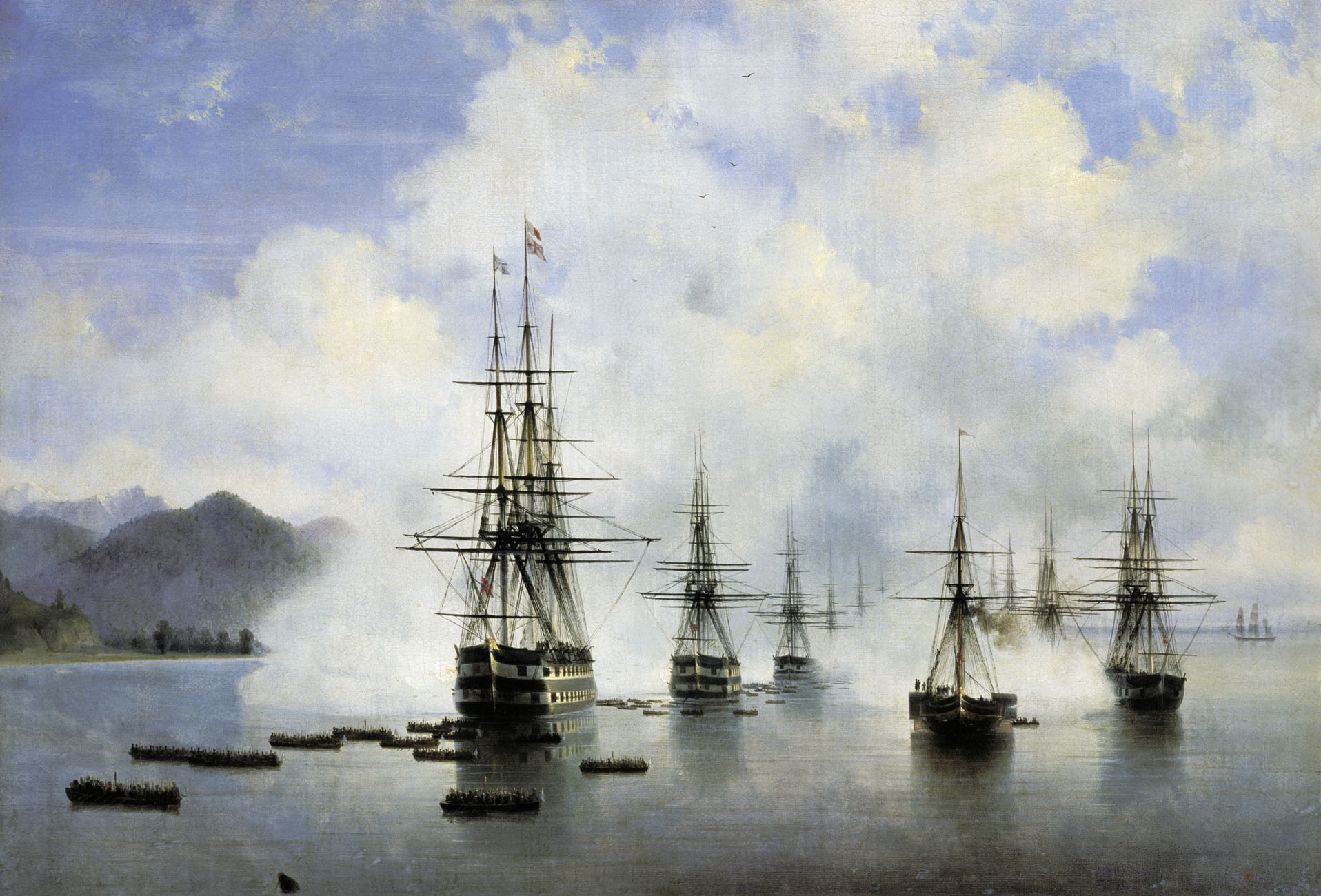
پهلو گرفتن در سوباشی
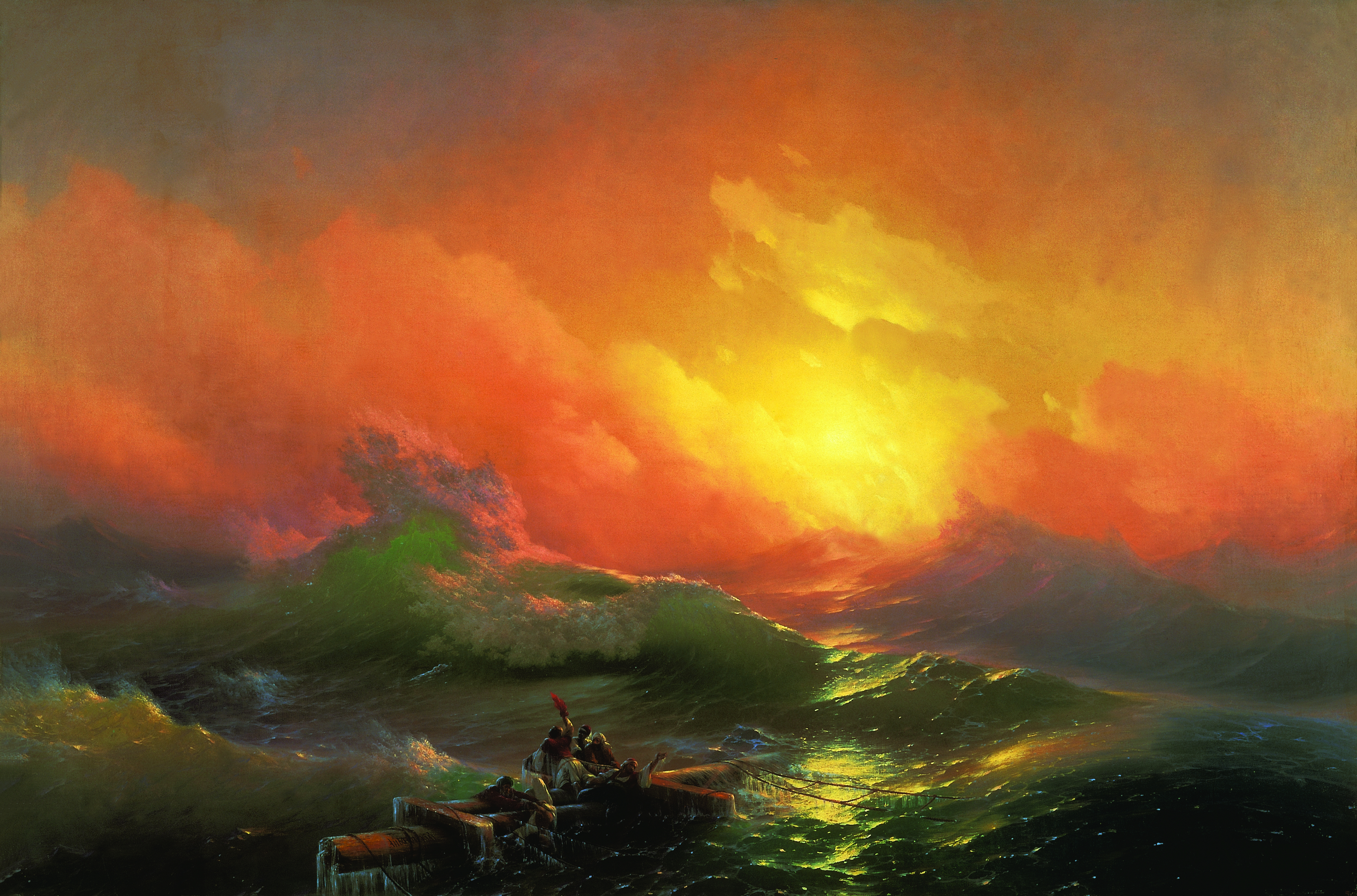
موج نهم
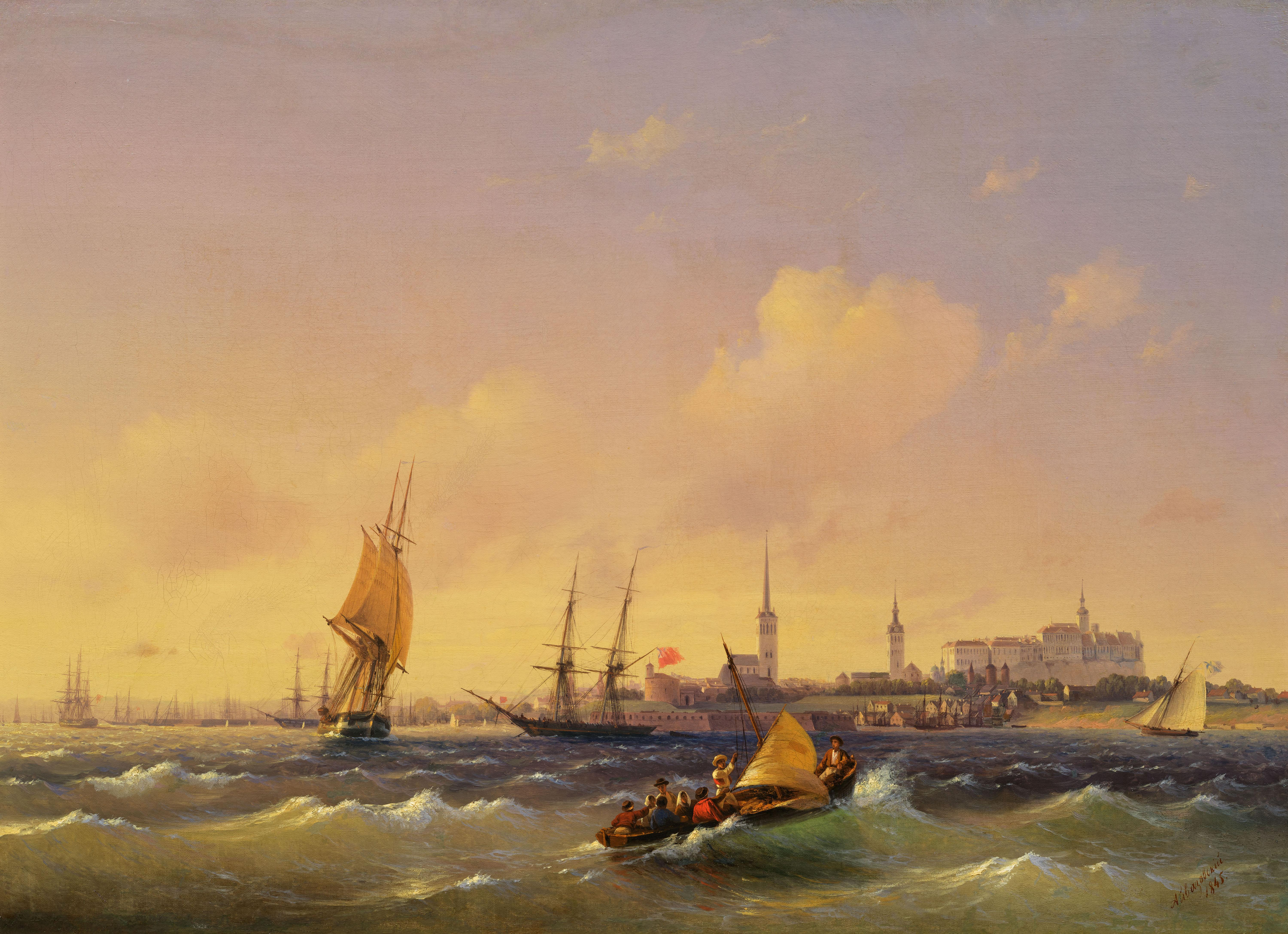
دورنمای روال
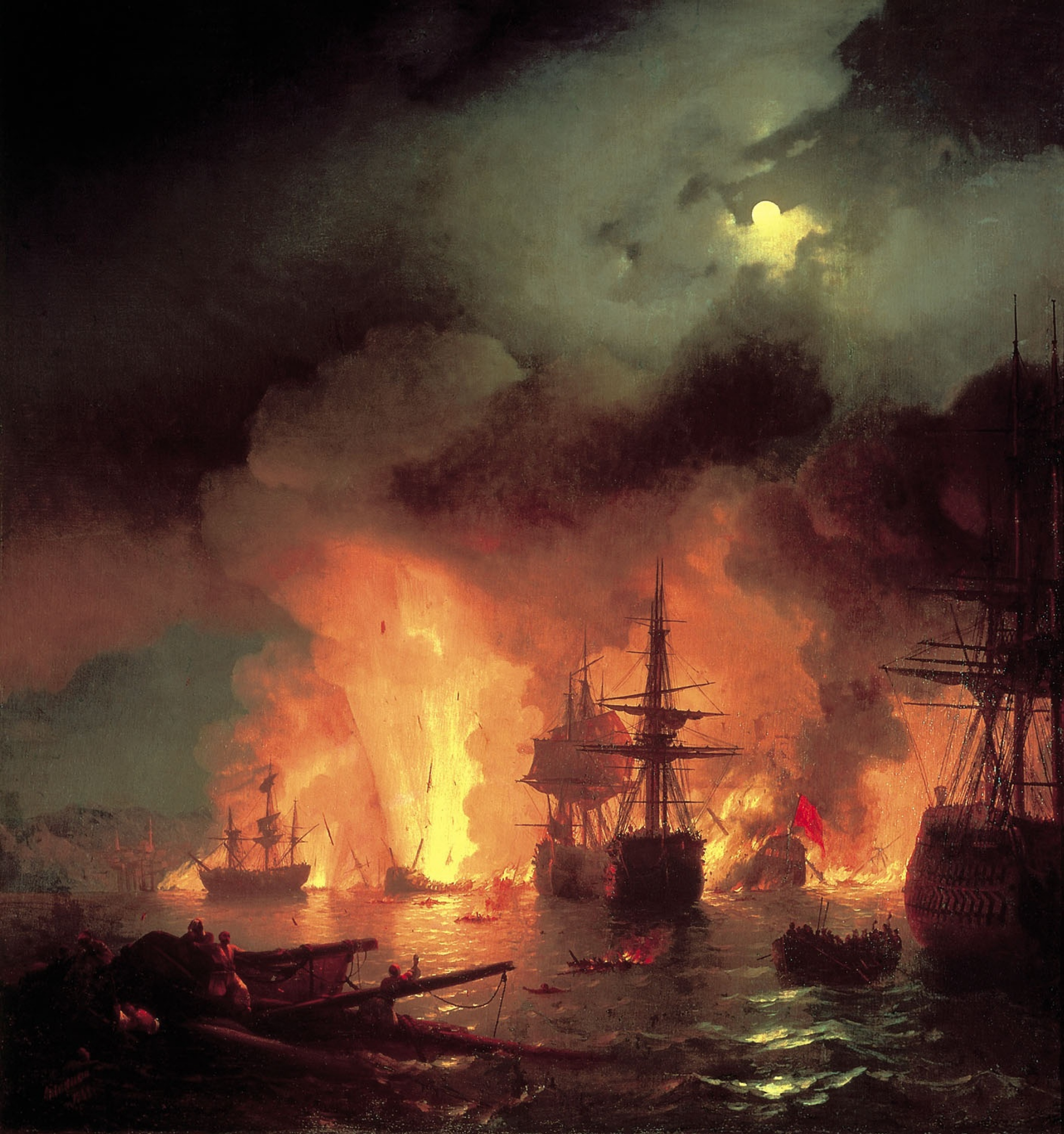
نبرد چسما
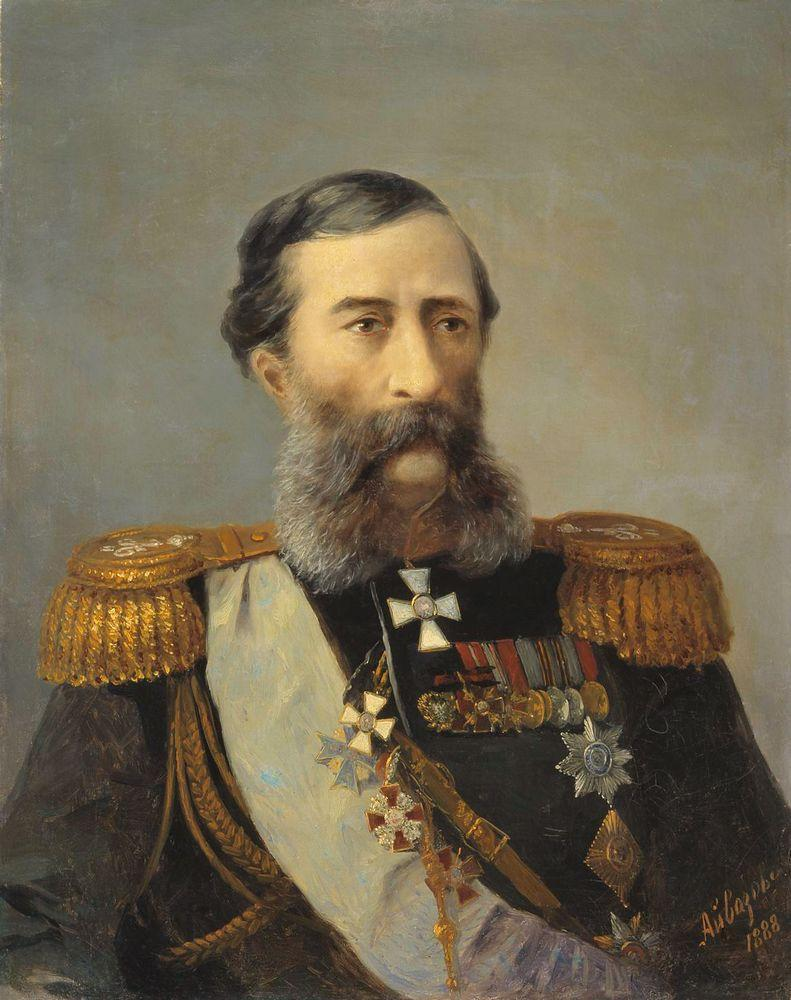
کنت می‌خاییل تاریلویچ لوریس-ملیکوف
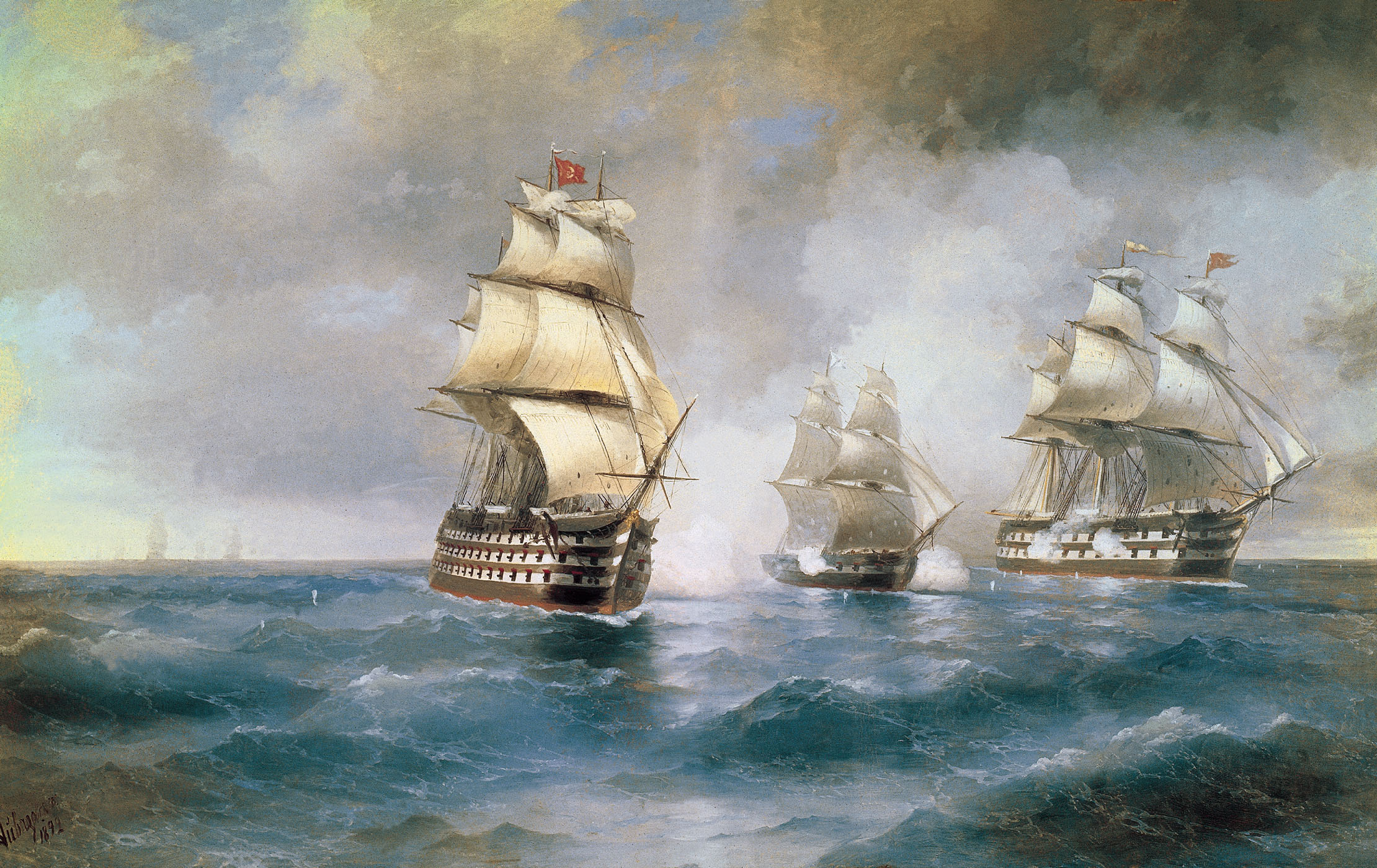
دو کشتی ترکیه به کشتی مرکوری حمله می‌کنند.
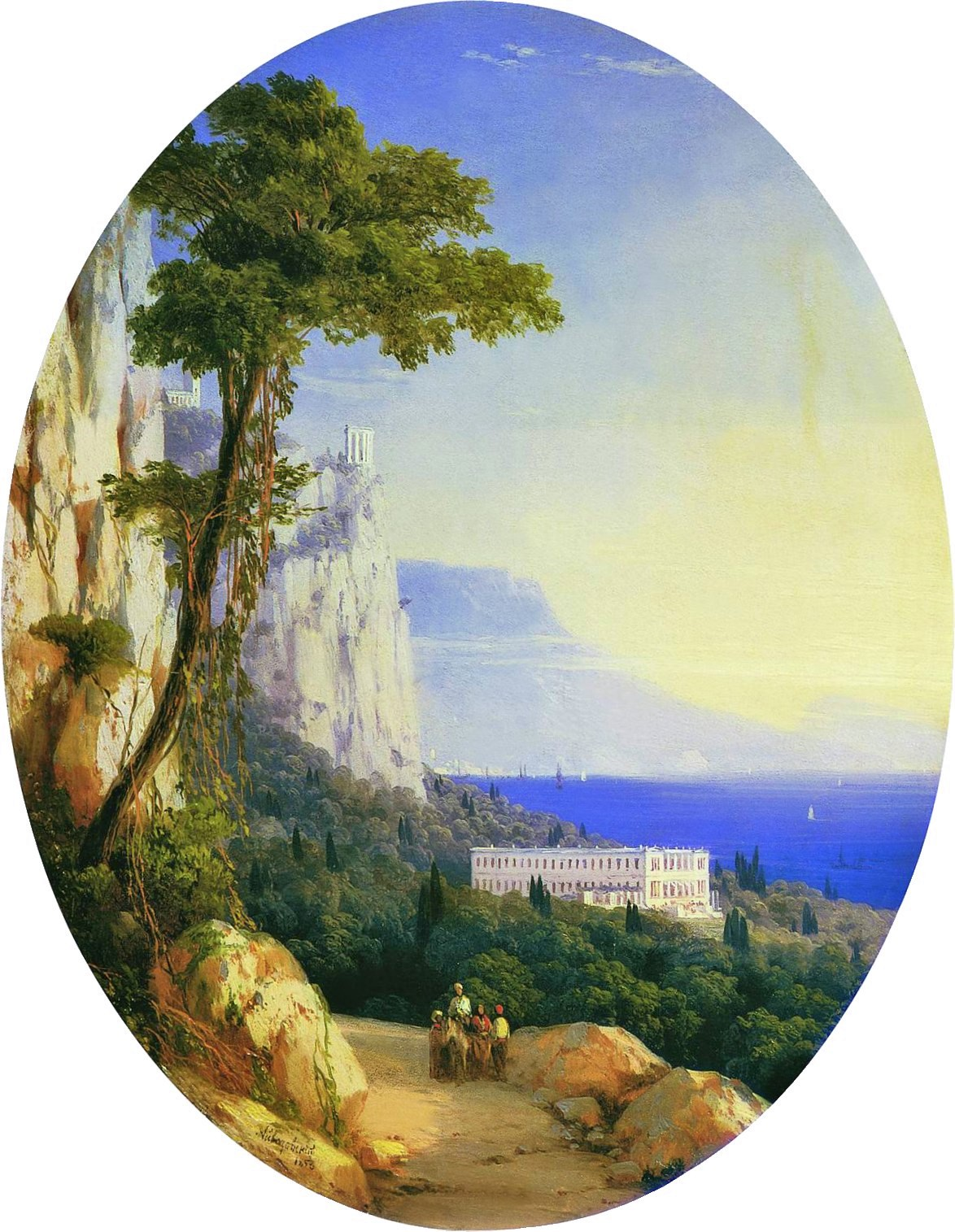
نمایی از اوراندا در یالتا